# Oberlangen
Oberlangen település Németországban, azon belül Alsó-Szászország tartományban. Lakosainak száma 1014 fő (2023. december 31.). Oberlangen Niederlangen, Lathen és Haren községekkel határos.

## Népesség
A település népességének változása:
| Lakosok száma | 963  | 961  | 962  | 1002 | 999  | 1014 |
|               | 2016 | 2017 | 2019 | 2021 | 2022 | 2023 |